# Rheinbrücke Rheinau–Altenburg
Die Rheinbrücke Rheinau–Altenburg ist eine Strassenbrücke, die zwischen Rheinau im Kanton Zürich und Altenburg, einem Ortsteil von Jestetten, den Hochrhein sowie die Grenze zwischen der Schweiz und Deutschland überspannt. Die gedeckte Holzbrücke ist für einen Fahrstreifen ausgelegt und zählt zu den heute seltenen Pfahljochbrücken. Sie darf von Kraftfahrzeugen mit einem Höchstgewicht von 8 Tonnen befahren werden.

## Geschichte
Erste Hinweise auf eine Rheinbrücke bei Rheinau stammen aus dem Jahre 1247. Urkundlich nachgewiesen ist sie für das Jahr 1324. Die wohl schmale, gedeckte Holzbrücke mit vier bis fünf Pfahljochen wurde 1355 in einem Kaufvertrag von dem Rheinauer Abt Heinrich V. von Aitlingen urkundlich erwähnt und diente anfangs dem Kloster Rheinau als Verbindung zu seinen Ländereien auf der nördlichen Rheinseite und somit als Verbindung des Klettgaus mit dem Thurgau. Im Jahre 1444, im Verlaufe des Alten Zürichkrieges, wurde das Bauwerk schwer beschädigt und war in der Folge zeitweise nur für leichten Verkehr nutzbar. 1498 überlässt das Kloster die wieder aufgebaute Brücke der Rheinauer Bürgerschaft. Da die Unterhaltskosten zu hoch wurden, gaben die Bürger im Jahr 1563 die Brücke an das Kloster zurück. Während des Dreißigjährigen Krieges drangen schwedische Reiter 1632 zweimal bis zur Brücke vor und wurden im Folgejahr von Schaffhausener und Zürcher Einheiten zurückgedrängt. Im Toggenburgerkrieg kämpfen 1712 an diesem Rheinübergang Rheinauer und Zürcher Truppen gegen vorrückende schwäbische Truppen. An der Brückenzufahrt auf Schweizer Seite errichtete der Bildhauer Johann Josef Auer 1732 eine Skulptur aus Sandstein des Brückenheiligen Johannes Nepomuk, die am 23. Oktober 1872 von spät heimkehrenden Kirchweihbesuchern mutwillig in den Rhein gestürzt wurde. Beim Kraftwerkbau stiess man 1955 auf den im Flussbett liegenden Torso.
Im Jahre 1799 brachen französische Truppen im zweiten Koalitionskrieg bei ihrem Rückzug aus Süddeutschland die Rheinbrücke ab. 1804 bis 1806 errichtete Blasius Balteschwiler als Ersatz im Auftrag des Kantons Zürich für 6600 Gulden das heutige Bauwerk aus Eichenholz. Grössere Instandsetzungsmassnahmen wurden 1885, die auch eine Verstärkung der Konstruktion umfasste, und 1918 bis 1930 mit Arbeiten an den Pfahljochen durchgeführt. Nachdem 1953 starker Befall der Holzkonstruktion mit Hausbock festgestellt wurde, kam es zu einem Austausch stark beschädigter Bauteile und 1954 zu weiteren Verstärkungen der Konstruktion. Ab 1924 war die Benutzung der Brücke auf Fahrzeuge mit einer maximalen Masse von fünf Tonnen beschränkt, 1953 folgte eine Reduzierung auf 2,5 Tonnen und seit 1988 gilt eine Beschränkung auf acht Tonnen.

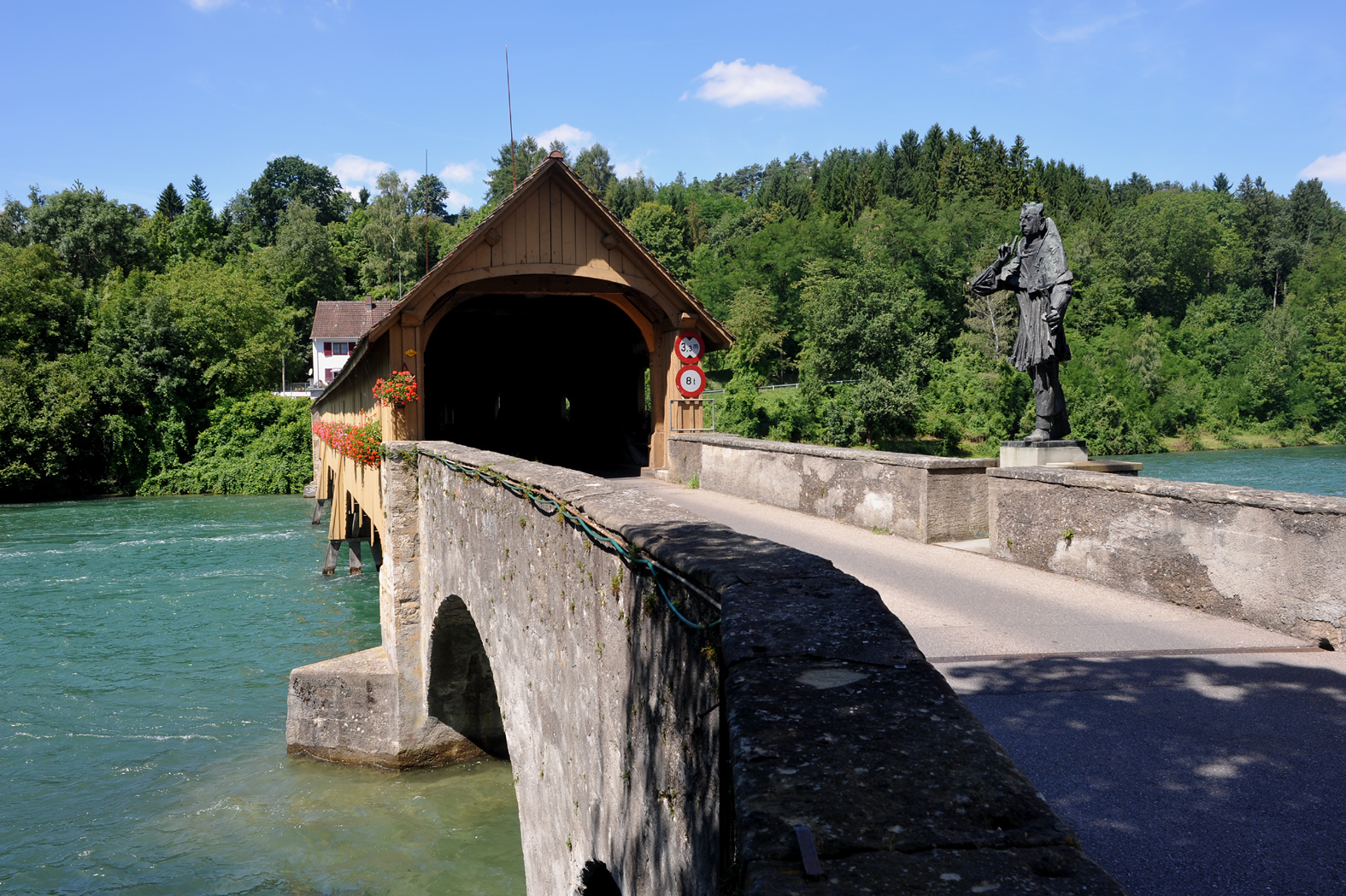
Nepomuk-Statue

Im Jahr 1988 folgten wieder aufwändige Reparaturarbeiten für 2 Millionen Franken an der Konstruktion. Dabei wurden im Unterbau die Pfahljoche ausgetauscht. Seitdem stehen holzverkleidete Stahljoche auf 1,5 bis 2,0 Metern hohen Fundamentbalken aus Stahlbeton. Beim Überbau wurden unter anderem die Querträger durch Stahlelemente verstärkt und einzelne zu schwache Streben ausgewechselt.
Auf der Pfeilerkanzel der schweizerseitigen Vorbrücke ist eine Bronze-Plastik des Schutzpatrons, des Heiligen Nepomuk, von Emilio Stanzani aufgestellt. Sie ersetzt eine Sandsteinstatue, die dort bis 1872 stand.

## Konstruktion
Das rund 80 Meter lange Bauwerk besteht aus einer dreifeldrigen, etwa 63 Meter langen gedeckten Holzbrücke und beidseitigen Steinbrücken als Widerlager. Die gemauerten, nicht überdachten Bogenbrücken haben jeweils zwei Öffnungen am rechten und linken Rheinufer. Die Holzbrücke ist 4,3 Meter breit und 3,05 Meter hoch und weist drei Felder mit Stützweiten von zirka 21 Metern auf. Die Haupttragkonstruktion in Längsrichtung besteht aus einem dreifachen Sprengwerk. Die Fahrbahn liegt auf Längsträgern, die über Querträger und Hängesäulen die Lasten in das Sprengwerk weiterleiten. Die Tragfähigkeit der Holzkonstruktion wurde durch den Einbau von neun hochgehängten, stählernen Längsträgern und vier Stahlrahmen erhöht. Die beiden mittleren Brückenpfeiler sind als Pfahljoche ausgebildet, die jeweils aus einer Reihe von acht Pfählen bestehen.